# Conocephalus longiceps
Conocephalus longiceps is een rechtvleugelig insect uit de familie sabelsprinkhanen (Tettigoniidae). De wetenschappelijke naam van deze soort is voor het eerst geldig gepubliceerd in 1916 door Péringuey.
1. ↑  (en) Conocephalus longiceps op de IUCN Red List of Threatened Species.